# Tre Valli Varesine 1942
La Tre Valli Varesine 1942, ventiquattresima edizione della corsa, si svolse il 30 agosto 1942 su un percorso di 186 km con partenza e arrivo a Varese. Riservata a professionisti "cadetti" e indipendenti, fu vinta dall'italiano Luciano Succi, che completò il percorso in 5h10'40" precedendo i connazionali Vasco Bergamaschi e Mario De Benedetti. Conclusero la prova 20 dei 42 ciclisti al via.

## Percorso
Partita da Varese, sede della S.C. Binda, la società organizzatrice, la corsa attraversò nell'ordine Tradate, Saronno, Rescaldina, Legnano, Gallarate, Sesto Calende, Angera, Besozzo, Rancio, Brinzio (salita), Varese, Porto Ceresio, Ponte Tresa, Marchirolo (salita) e Ganna, per concludersi a Varese.

## Ordine d'arrivo (Top 10)
| Pos. | Corridore            | Squadra        | Tempo    |
| ---- | -------------------- | -------------- | -------- |
| 1    | Luciano Succi        | Olmo           | 5h10'40" |
| 2    | Vasco Bergamaschi    | Viscontea      | s.t.     |
| 3    | Mario De Benedetti   | Legnano        | s.t.     |
| 4    | Giordano Cottur      | Viscontea      | s.t.     |
| 5    | Mario Fazio          | G.S. Oberdan   | s.t.     |
| 6    | Angelo Martini       | U.S. Rovereto  | s.t.     |
| 7    | Giovanni De Stefanis | Bianchi        | s.t.     |
| 8    | Enrico Mollo         | Viscontea      | s.t.     |
| 9    | Aldo Ronconi         | S.C. Malatesta | s.t.     |
| 10   | Severino Canavesi    | Gloria         | a 2'50"  |